# Condrătești, Ungheni
Condrătești este satul de reședință al comunei cu același nume  din raionul Ungheni, Republica Moldova. Satul este așezat într-un hârtop, pe partea dreaptă a văii și râulețului Cula, între satele Hîrcești, Curtoaia și Năpădeni.

## Istoric
Satul Condrătești apare în documente pentru prima dat în 1560:
„Suret scos di pe un uric sârbesc de la Alexandru voievod, din vileat 7068 <1560> april 2.
Cu mila lui Dumnezeu, noi Alexandru voievod, domn al Țării Moldovei. Facem înștiințare cu această carte a noastră tuturor celor ci să cuvine a ști și citind pre dânsa auzându să înțăleagă, adecă au venit înaintea noastră și înaintea boierilor noștri Ciorcea fata Măriei, nepoata Micului Totoaici, și Dulhi, di ai lor bunăvoință, nici asupriți, de au luat fecior de suflet pre Tecuciu, nepotul ei, și i-au dat lui a sa parte de ocină și moșiei din sat din Condreteștii și dă la mănăstire și de la Pustina, la acel hotar de gios de mănăstire, cât se va alegi parte ei, cu tot venitul,...

...

Pentru aceasta, spre mai mare credință și întărire, ț-am dat pe acest de mai sus scris [toci] credincios și cinstit boieriului nostru Movilei să scrii și a noastră pecete pe această carte adevărată a noastră să o legi.

Hamza au scris, în Hușii.”
Ulterior satul este menționat în timpul domniei lui Aron Vodă (Tiranul) care a domnit între anii 1592-1595, într-un hirov în care apare în calitate de martor Chirilă din Condrești: „Noi Aron Vodă, bojiiu milostiviiu gospodarii zemli Moldavsvkoi. Iată viind înaintea noastră și înaintea  alor noștri boiari mari și mici, Sluga noastră Ghiorghi Bolbocel, din Chirileni, din ținutul Eșului, niau adusu mărturie de la mulți oameni buni și anume - Groze din Micești și Lazor Bohletic din Bobletici și Chirică de acolo și Chirilă din Condrești (Condrătești) și Dînga ploscariu de acolo..., și Toader Cârlan ot Dumbrăvița, precum iau vîndutu Beribace a lui ocină partea lui din satu Hărcestii și din vii din satul Hărceștii și cu pomîntul de acolo, și din moara din Ichil drept 80 și 8 taleri tătăraști; precum arată mărturie de la acei oameni buni. Noi însăși iam întărit ca să aibă el a stăpini acea ocină, ace parte care este mai sus scrisă și nimeni altul șă nu să amestece piste aciastă carte a domniei mele."
La începutul veacului XIX, la momentu alipirii (Anexarea) Basarabiei de Rusia, moșia Condrătești aparținea răzeșilor. Adminstrativ aparținea de județul Iași și în sat locuiau: doi dascăli, 48 mazili (răzeși), 6 ruptași, 19 gospodării de săraci, 10 burlaci, in total 85 de bărbați . Pământ arabil, finețe și imașuri satul avea îndeajuns, avea pădure-codru, 21 de vii, 24 de livezi, a răzeșilor și două mori de vânt. La recensământul, din 1817, satul a fost clasat la categoria G- săraci.
Denumirea „Mazil” provine, fără îndoială, de la termenul nemeși, cu care in unele documente din sec. XVI erau atestați proprietarii proveniți din rândurile boierimii, ramași fără dregătorii, adică nu erau demnitari la curtea domneasca. (Din termenul maghiar nemes, "nobil".) Mai târziu, in timpul dominației otomane, denumirea aceasta va fi înlocuită cu cea de mazil, termen de origine turca. (C. Cihodaru. Alexandru cel Bun. Chisinau,1990, p. 76). Nemeșii aveau obligații militare și constituiau o categorie fiscala deosebita. De obicei, proveneau din rândurile vitejilor boieriți de domn. Deci, cei care populau seliștea Condratești, erau din numărul vitejilor, osteni calare din oastea cea mica, proveniți din rândurile curtenilor voievodali, boiernașilor și țăranilor liberi, ridicați in rang pentru merite ostășești și care au dat dovadă de credință fata de domn. Aceasta informație are importanta, cred, pentru populația mai multor sate din împrejurimile Condrăteștilor, sate formate din oameni viteji, oșteni curajoși.
Peste aproape o suta de ani, in 1904, in sat erau 203 case cu 1213 suflete, o școală elementară rusă,  două mori de vânt și răzeșii din sat posedau 2502 desetine pământ. (1des.= 1ha 09 ari). Satul făcea parte din volostea Cornești, județul Bălți. Împrejurul satului erau vii și livezi cu pomi.
Biserica din satul Condrătești in toate timpurile a purtat hramul „Acoperământul Maicii Domnului” ( care se oficiază la 14 octombrie),  a fost întemeiată in anul 1803 și a fost înzestrată cu cărți în limba slavona, care predomina in acele timpuri pe tot teritoriul Basarabiei. O filă din istoria satului este mormântul preotului Fiodor Ghiorghiev Balan, al cărui mormânt sta și astăzi în ograda bisericii, mai mult de o sută de ani. Actuala biserică a fost zidită din piatră in anul 1911, este foarte încăpătoare, cu balcon pentru cântăreți. Când s-a sfințit biserica de piatră, în 1911, sătenii au înzestrat-o cu obiecte scumpe și icoane noi, dar le-au transferat aici și pe cele care le aveau în biserica mai veche din lemn. În anul 1917 la biserică a fost hirotonit parohul Dimitrie Rusu, iar in anul 1922, la parohie a fost rânduit și cântărețul Vasile Bodrug. Ulterior, in anul 1926, preot la biserică a fost numit in funcție Ghiorghi Neaga. [sursa- .] Pe parcursul anilor sovietici biserica n-a funcționat, a stat ca un monument al creștinismului, cu „obrajii” răniți de schijele războiului din anii 1941-45. În primăvara anului 1944, luna martie, in satul Condrătești s-a oprit frontul. Populația de urgență a fost evacuată in satele eliberate de ruși. Soldații ruși, din biserică au făcut punct de observare, in clopotniță au ridicat o mitralieră. Pe dealul dinspre s. Curtoaea se aflau soldații nemți și români, care aveau satul ca in palma. Aproape o jumătate de an, până în luna august, satul a fost devastat și distruse bunuri din gospodăriile oamenilor. +n anul 1989 a fost redeschisă unde paroh la biserică a fost numit Serghei Galiț din s. Scumpia, mai apoi preotul Gheorghe Geverdan și Egumenul Flavian. Din 1992 până în prezent slujește preotul Vasile Ceban Arhivat în 20 octombrie 2016, la Wayback Machine..
Odată cu evoluția tehnico-științifică, Comuna Condrătești are și pagină (neoficială) pe rețeaua de socializare Facebook.
La 8 octombrie 2016, împreună cu alte 16 localități din raionul Ungheni, au semnat Acorduri de înfrățire cu 16 localități din Județul Iași, realîzînd cu mici pași reîntregirea neamului Românesc.
Au fost semnate scrisorile de intenție:
Măcărești – Cozmești, or. Cornești – Deleni, Boghenii Noi – Dobrovăț, Hîrcești – Erbiceni, Buciumeni – Grozești, Cetireni – Lespezi, Teșcureni – Mogoșești-Siret, Unțești – Moșna, Costuleni – Movileni, Florițoaia Veche – Plugari, Măgurele – Răchiteni, Rădenii Vechi – Sirețel, Condrătești – Sinești, Valea Mare – Țuțora,   Mănoilești – Victoria, Petrești – Voinești.

## Personalități
- Ion Coșcodan (n. 21 septembrie 1929 – d. 2013), membru al Organizație antisovietice Armata Negră, care 25 de ani a fost în detenție departe în GULAG (din 1951 pînă în 1975)
- Maria Buruiană,n. 1910, fiica răzeșului din Condrătești Ghiorghi Coșcodan, luptătoare din rezistența antisovietică Armata Neagră.
- Gavriil Andronovici (unica familie din Condrătești care se trage din viță de ,,Dvoreni,,) primul conducator și organizator în Armata Neagră, cel mai bun gospodar din sat, intr-o încăerare cu KGB-ul, a fost împușcat în mijlocul satului.(sursa:revista ,,Memoria gîndirii arestate,,nr. 30, Uniunea scr. București)
- Ion Borș, luptător în Armata Neagra, el a luat locul lui Andranovici, dar in vara anului 1950 a fost prins și arestat.
- Ion Chitoroagă, artist plastic, designer vestimentar, sculptor, profesor de arte plastice în învățămîntul artistic superior, Cetățean de Onoare a comunei Parcova, raionul Edineț
- Ion Puiu (n. 1 noiembrie 1945 – d. 25 iunie 2016), pictor-scenograf, grafician, regizor și actor, dramaturg și poet
- Tudor Buruiană, profesor, istoric, descendent al Armatei Negre